# Fassmer OPV 80

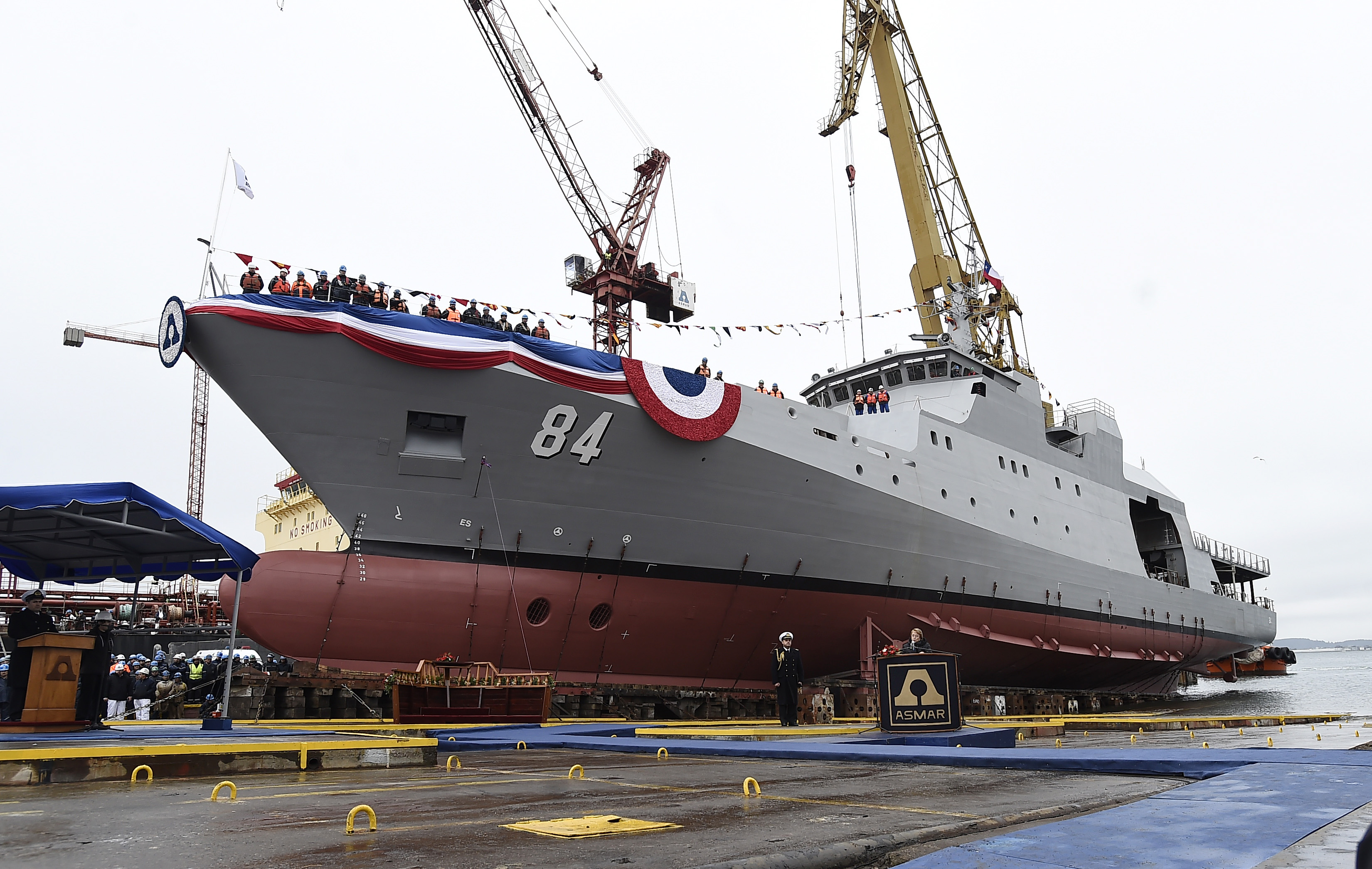
Embarcação Cabo Odger 84

O Fassmer OPV 80 é uma classe de navios-patrulha oceânica desenvolvidos pela Fassmer.

## Navios da classe
| Nome                      | Número de amura  | Assentamento     | Lançamento       | Aumento ao efectivo |
| Marinha do Chile          | Marinha do Chile | Marinha do Chile | Marinha do Chile | Marinha do Chile    |
| ------------------------- | ---------------- | ---------------- | ---------------- | ------------------- |
| Piloto Pardo              | 81               |                  | 17-Jun-2007      | 13-Jun-2008         |
| Comandante Policarpo Toro | 82               |                  | 15-Oct-2008      | 30-Jul-2009         |
| Marinero Fuentealba       | 83               | 13-Jul-2012      | 03-Apr-2014      | 06-Apr-2014         |
| Cabo Odger                | 84               | 02-Jul-2015      | 03-Aug-2016      |                     |
| Marinha da Colômbia       |                  |                  |                  |                     |
| ARC 20 de Julio           | 46               |                  | 24-Jul-2010      | 20-Jul-2012         |
| ARC 7 de Agosto           | 47               | 14-Apr-2012      | 04-Sep-2013      | 18-Mar-2014         |
| ARC Santander             | 48               | 28-Dec-2014      | 01-Dec-2016      |                     |

## Cronologia
- A maio de 2005 a Marinha do Chile anunciou a encomenda de dois navios Fassmer OPV 80.[5]

- A junho de 2008 entrou em comissão o OPV Piloto Pardo (OPV 81).[5]

- A agosto de 2009 entrou em comissão o OPV Comandante Toro (OPV 82).[5]

- A dezembro de 2011, a Marinha do Chile e a Marinha da Colômbia encomendaram unidades adicionais do navio.[1][5]

- A janeiro de 2012 a Marinha do Chile anunciou a encomenda de um terceiro navio OPV 80.[5]

- A novembro de 2014 entrou em comissão o Marinero Fuentealba (OPV 83).[5]

- A 12 de Janeiro de 2015 a Marinha do Chile anunciou a encomenda do OPV Cabo Odger, a ser construído no estaleiro da ASMAR em Talcahuano.[5]